# Denise Ramsden
Denise Ramsden (nascida em 21 de novembro de 1990) é uma ciclista canadense. Ela representou o Canadá nos Jogos Olímpicos de Verão de 2012, em Londres.